# 澤口千惠
澤口千惠（日语：／ Sawaguchi Chie，1975年5月21日—）是日本的女性聲優，隸屬於Across Entertainment事務所，日本東京都出身。
丈夫是同為聲優的野島健兒，兩人間有兩個小孩（頭胎：女兒；第二胎：男兒）。

## 經歷
- 過去是青二Production旗下的聲優，使用的藝名是「石橋千惠」，後因結婚與生產讓活動暫停一段時間，並把事務所換成Production baobab，同時也把藝名改為，幾個月後才又把藝名改成現在的澤口千惠；目前的事務所為Across Entertainment。
- 代表作為動畫《新IQ博士》的丁可美、《羅德斯島戰記-英雄騎士傳-》的妮絲、《開花天使》的Q比、《雙胞胎公主》第二季的丹芭·林；遊戲《命運傳奇》系列的莉莉斯·艾爾隆（Lilith Aileron）、《純愛物語2》的、《闇影之心》系列的愛麗斯·艾略特（Alice Elliot）等。
- 其妹是音樂人石橋優子，其弟石橋哲也是日本年輕搞笑團體的成員。
- 2004年和野島健兒、石橋優子、音樂人朋友鈴木利宗四人組成朗讀與音樂團體「BELOVED」（目前活動停止中）。
- 2007年和石橋優子、音樂人朋友野上朝生三人組成團體「CHARMS」。
- 除了聲優工作外，也在聲優雜誌《hm3》撰寫文章，或是擔任其他Live演出的製作人員等。

## 演出作品

### 電視動畫
- 蠟筆小新（女大學生）
- 新IQ博士（丁可美）（1997~1999年）
- 羅德斯島戰記-英雄騎士傳-（妮絲）（1998年）
- 聖光明女子學院（學生）（聖ルミナス女学院，1998年）
- 南海奇皇（近松友子）（1998~1999年）
- 開花天使（Q比）（花さか天使テンテンくん，1998~1999年）
- 魅影巨神（ペロ）（1999~2000年）
- 格鬥小霸王（女性）（ジバクくん，1999~2000年）
- 爆裂戰士戰藍寶（キリ、セン）（2000年）
- 法布爾老師是名偵探（女支持者、麗莎、小裁縫）（2000年）
- 新戀愛白書（新田菜緒）（2000年）
- 勝負師傳說（莉莎）（2000~2001年）
- 十二國記（里家的少女）（2002~2003年）
- 聖槍修女（老太婆）（2003~2004年）
- 花右京女侍隊La Verite（母親）（2004年）
- （媽媽）（2006年）
- 夢使者（办公室女职员、少年）（2006年）
- 雙胞胎公主第二季（丹芭·林老師）（ふしぎ星の☆ふたご姫Gyu!，2006~2007年）
- 完美小姐進化論（校醫、井澤）（2006~2007年）
- 獸神演武（林鈴）（2007~）
- 古代王者恐龍王第二季 翼龍傳說（蘇菲亞）（2008年）

### 遊戲
- 未来零点（Future zero）
- 闇影之心系列（Shadow Hearts）
  - 闇影之心（愛麗斯·艾略特）（2001年）
  - 闇影之心2（愛麗斯·艾略特）（2004年）
- 傳奇系列
  - 命運傳奇（莉莉斯·艾爾隆，僅PS2版）（1997年）
  - 命運傳奇2（莉莉斯·艾爾隆）（2002年）
  - 經典傳奇 Vol.1（莉莉斯·艾爾隆）（2002年）
  - 幻想傳奇PSP版（莉莉斯·艾爾隆）（2006年）
- 純愛物語2（True Love Story 2）（藤川さつき）（1999年）
- 聖騎士之戰2：前奏曲（Guilty Gear 2: Overture）（Valentine）（2007年）

### 發行CD
- 單曲（1998年4月22日）

### 旁白
- 日本電視台節目週二檔

### 配音
- 失蹤現場（Amber）

## 外部連結
- （日語）Production baobab事務所時期的官方檔案
- （日語）CHARMS （页面存档备份，存于）
- （日語）BELOVED CLUB